# 집시 퀸 (나카모리 아키나의 노래)
〈집시 퀸〉(일본어: ジプシー・クイーン 지푸시 퀸[*])는 1986년 5월 26일에 발표한 일본의 여가수 나카모리 아키나(中森明菜)의 15번째 싱글이다. (EP: L-1751) 작사는 마츠모토 잇키(松本一起)가, 작곡은 구니야스 와타루(国安わたる)가, 편곡은 고바야시 신고(小林信吾)가 담당하였으며 워너 파이오니어의 레이블로 출시되었다. B면은 〈최후의 카르멘〉(일본어: 最後のカルメン 사이고노카루멘[*])이며 작사는 아소 게이코(麻生圭子)가, 작곡은 츠시미 다카시(都志見隆)가, 편곡은 시이나 카즈오(椎名和夫)가 도맡았다.
1986년 6월 9일, 오리콘 주간 싱글 차트에 1위로 처음으로 진입, 이어서 차트 톱100에 16주간 머물렀고, 1985년 연간 싱글 차트에서는 7위를 기록했다. 음악평론가 츠츠미 쇼지는 이 곡을 일러 “엑조틱”(Exotic)이라 평하지만 도시에서 기댈 곳 없는 여성의 심리를 잘 표현하고 있다고 평하였다. 또한 이 곡에서 가수인 나카모리의 보컬이 상당히 소극적으로 들린다고도 지적했다.

## 수록곡
| #            | 제목                                  | 작사          | 작곡            | 편곡          | 재생 시간 |
| ------------ | ------------------------------------- | ------------- | --------------- | ------------- | --------- |
| 1.           | 〈〈집시 퀸〉(ジプシー・クイーン)〉   | 마츠모토 잇키 | 구니야스 와타루 | 고바야시 신고 | 4:27      |
| 2.           | 〈〈최후의 카르멘〉(最後のカルメン)〉 | 아소 게이코   | 츠시미 다카시   | 시이나 카즈오 | 4:28      |
| 총 재생 시간 | 총 재생 시간                          | 총 재생 시간  | 총 재생 시간    | 총 재생 시간  | 8:55      |

## 수상
- 제5회 메갈로폴리스 가요제 - 팝스 그랑프리, 팝스 입상

## 발매 일정
| 버전                 | 일정             | 레이블         | 포맷               |
| -------------------- | ---------------- | -------------- | ------------------ |
| 〈집시 퀸〉          | 1986년 5월 26일  | 워너 뮤직 재팬 | EP (L-1751)        |
| 〈집시 퀸〉 (재발매) | 1988년 6월 25일  | 워너 뮤직 재팬 | 8cmCD (10SL-145)   |
| 〈집시 퀸〉 (재발매) | 1988년 12월 21일 | 워너 뮤직 재팬 | CT (10L5-4054)     |
| 〈집시 퀸〉 (재발매) | 1998년 11월 26일 | 워너 뮤직 재팬 | 12cmCD (WPC6-8672) |
| 〈집시 퀸〉 (재발매) | 2008년 11월 12일 | 워너 뮤직 재팬 | 디지털 다운로드    |